# سيرغي ستيبانوف
سيرغي ستيبانوف (بالروسية: Степанов, Сергей Валентинович)‏ هو لاعب كرة قدم روسي في مركز الوسط، ولد في 3 فبراير 1976. لعب مع نادي نافتان نوفوبولوتسك.

## وصلات خارجية
- سيرغي ستيبانوف على موقع قاعدة بيانات كرة القدم.إي يو (الإنجليزية)
- سيرغي ستيبانوف على موقع Soccerway.com (الإنجليزية)